# John Somers-Smith
John Robert Somers-Smith (* 15. Dezember 1887 in Walton-on-Thames; † 1. Juli 1916 in Gommecourt) war ein britischer Ruderer.
Somers-Smith war vom Eton College ans Magdalen College der Universität Oxford gewechselt. Sein Vater war als Leichtathlet für Oxford gestartet, sein Bruder Richard ruderte 1904 und 1905 für Oxford im Boat Race. Bei den Ruderwettbewerben der Olympischen Spiele 1908 erreichte der Vierer ohne Steuermann des Magdalen College in der Besetzung Collier Cudmore, Angus Gillan, Duncan Mackinnon und John Somers-Smith durch einen Sieg über das kanadische Boot das Finale. Im Finale lag zunächst das Boot des Leander Club in Führung, letztlich siegte der Vierer des Magdalen College aber sicher mit eineinhalb Bootslängen Vorsprung.
Im Ersten Weltkrieg wurde John Somers-Smith für Tapferkeit in der Zweiten Flandernschlacht mit dem Military Cross ausgezeichnet. Er fiel am ersten Tag der Schlacht an der Somme, ein Jahr und einen Tag nach seinem Bruder.